# Kaliwerk Glückauf Sondershausen
 (décembre 2019).
La mine de potasse Glückauf Sondershausen dans l’arrondissement de Kyffhäuser en Thuringe est la plus ancienne mine de potasse au monde dans laquelle on puisse encore circuler, et est considérée comme la onzième mine de potasse allemande. Elle est actuellement utilisée comme mine ouverte aux visites, et comme mine d’exploitation du sel gemme. Le gisement couvre une superficie de plus de 23 km2. La construction et le forage du premier puits débutent en 1893, le premier gisement de carnallite / filon de potasse Staßfurt (K2) est découvert en mai 1892 par l'entrepreneur Heinrich Brügmann, originaire de Brünninghausen, près de Dortmund. Déjà en décembre 1891, il a découvert un gros gisement de sel gemme lors d'un forage de reconnaissance. Le site de Sondershausen devient le Kombinat Kali (de). Pendant 96 ans, jusqu'en 1991, on y exploite le sel de potasse. Au moment de la fermeture, près de 3 000 personnes travaillent sur le site de Sondershausen. En 1995, la Glückauf Sondershausen Entwicklungs- und Sicherungsgesellschaft mbH (société de développement et de sécurité) est fondée, qui se charge du remblaiement, et emploie environ 230 personnes en 2011. Depuis 2006, 200 000 tonnes de sel gemme sont extraites chaque année comme sel de voirie pour les services de dégagement des routes en hiver.
Entre 1896 et 1991, la mine extrait un total de 110 millions de tonnes de sel brut. Pour la seule année 1989, le volume de production de 2,3 millions de tonnes est atteint. Le sel de potasse était principalement transformé en engrais dans la propre usine de l'entreprise.

## Histoire

### Découverte du gisement de sel
Le 13 mars 1891, l'entrepreneur Heinrich Leonhard Brügmann (1832-1893) demande à l'administrateur princier du district Henniger, à Sondershausen, de délivrer un permis de prospection. Géomètre de formation, directeur de la brasserie Dortmunder Union-Brauerei (de), et représentant du syndicat Gewerkschaft Wilhelmshall zu Anderbeck (de), il veut vhercher de la potasse dans la principauté de Schwarzbourg-Sondershausen. Le 15 juin, il obtient l'autorisation de prospection, de sorte que les forages de reconnaissance prévus puissent être effectués dès le 1er août de la même année. Brügmann reçoit une zone de prospection de 2,7 hectares au Gänsespitze, près de Jecha (Sondershausen) (en).
Le 1er décembre 1891, le forage d’une profondeur de 465,2 m rencontre un gisement de sel gemme d'environ 10 m d'épaisseur, qui appartient à la formation géologique Allersteinsalz. Six mois plus tard, un gisement de carnallite de 25 m d'épaisseur, le filon de potasse de Staßfurt, a été foré à une profondeur de 616 m. Le gisement a ensuite servi de base à la formation du sel gemme. Après 700,72 m, le forage s’arrête au sel gemme de Staßfurt.

### Les années fondatrices, de 1892 à 1898

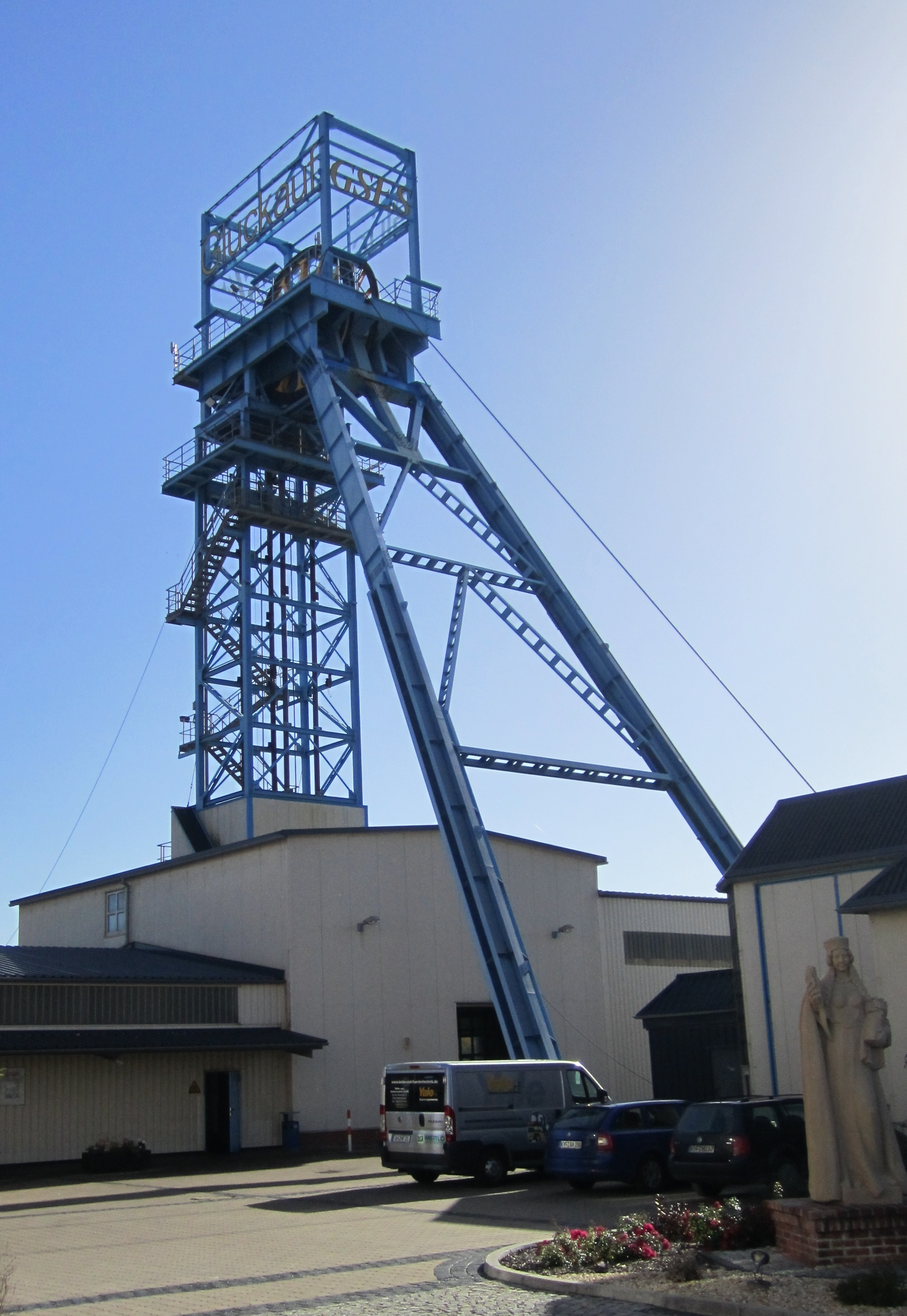
Puits Brügmann, entrée de la mine qui se visite

À cette époque, le royaume de Prusse a le monopole de la potasse et souhaite le maintenir avec, pour ainsi dire, la Schutzbohrgemeinschaft (communauté de forage de protection). L'objectif était de négocier une interdiction et de mettre un terme à toutes les activités privées dans l'industrie de la potasse au-delà des frontières de la Prusse, avec le soutien du Bergamt (en) et du ministre prussien du commerce et de l'industrie.
De tels pourparlers ont également lieu avec le gouvernement princier à Sondershausen, mais ils ne sont finalement pas particulièrement fructueux. Brügmann ne voulait pas bloquer, mais produire, créer des emplois et attribuer des contrats pour le commerce local. Pour le petit pays, qui n'était pas plus grand que l'île de Rügen, cela signifiait un formidable essor économique. Cela va également de pair avec une croissance importante du budget de la principauté.
À l'issue des négociations, un compromis unique est trouvé entre les parties. La fondation de la onzième mine allemande de potasse dans la principauté de Schwarzburg-Sondershausen est acceptée par la Prusse, mais elle doit rester la seule. Toute nouvelle fondation est bloquée et interdite. Brügmann obtient ainsi les droits exclusifs d'extraction de potasse sur une zone de 519,126 km2, sur laquelle 25 grandes mines de potasse auraient théoriquement trouvé leur place.
Le 20 novembre, le contrat d'achat final est conclu avec l'approbation du Landtag et du souverain, le Prince Charles-Gonthier de Schwarzbourg-Sondershausen. En raison de l'immensité de la surface, le prix de la vente aurait été de 3 millions de marks, ce que Brügmann, en tant qu'investisseur individuel, ne peut pas payer. Il a donc été convenu d'un Grubengefälle (gradient minier) annuel de 40 000 marks et de 15 % du bénéfice net de la mine pour une période indéterminée.
Le 9 février 1893, Brügmann fonde le syndicat Glückauf-Sondershausen avec le soutien de Schaafhausen'schen Bankverein, une banque basée à Cologne. Lorsque la banque est pleinement opérationnelle en 1898, les investissements s'élèvent à 4 976 094,14 marks.

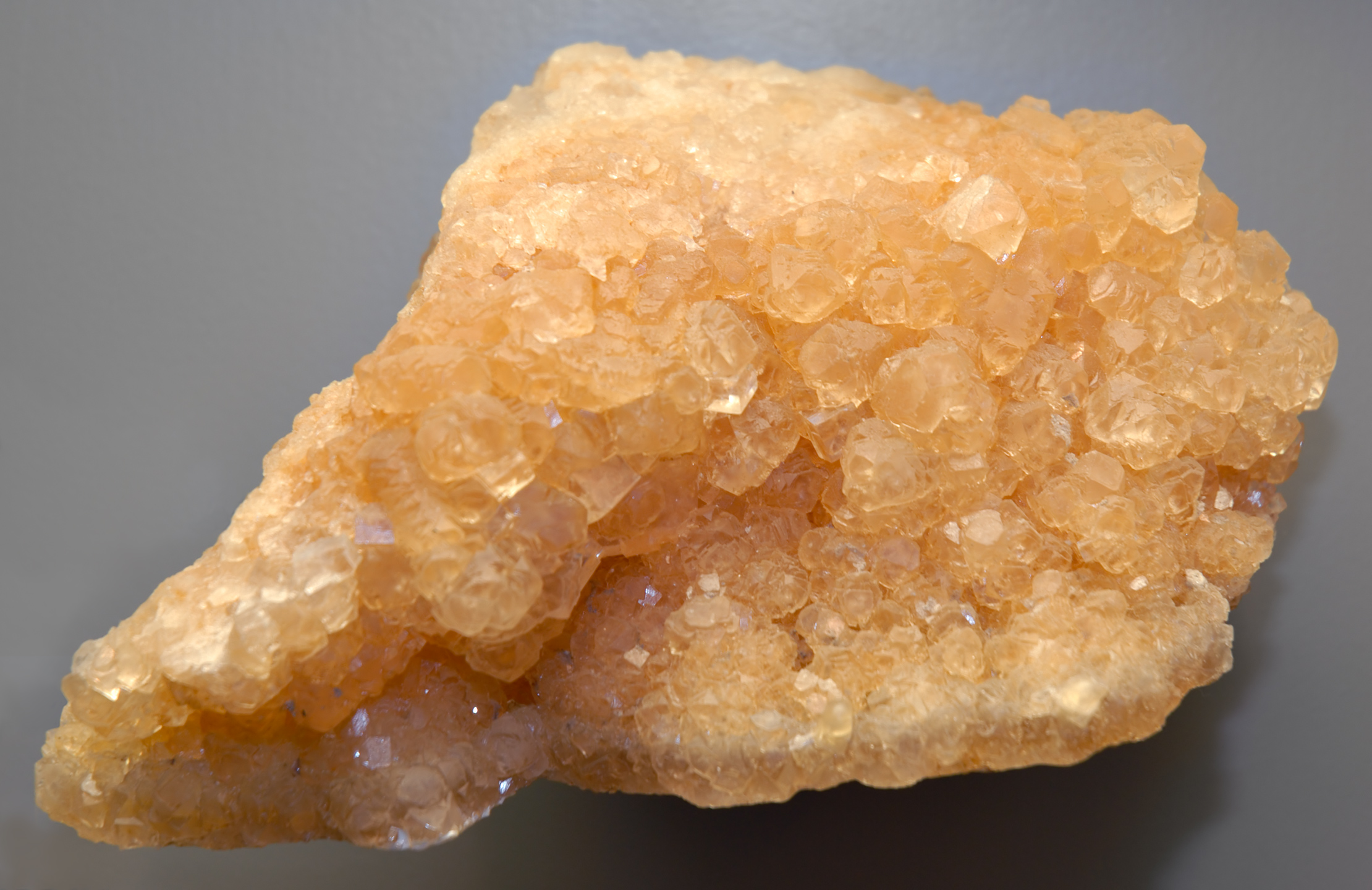
Sylvine de Sondershausen.

Le premier Groundbreaking du forage du puits de potasse a lieu le 1er mai 1893 entre les villages de Stockhausen et Großfurra près de la ligne de chemin de fer Erfurt-Nordhausen et sur les rives de la rivière Wipper. À une profondeur de 634 m, on rencontre un filon de sel de potasse de 14 m d'épaisseur qui présente les minéraux suivants : sylvine, halite et anhydrite. Brügmann ne vit assez longtemps pour voir le début de l'exploitation minière. Il meurt de la grippe à Cologne le 10 décembre 1893. En son honneur, le premier puits de Sondershauser s’appelle Puits Brügmann.
En 1896, 32 100 tonnes de sel de potasse sont extraites et expédiées non broyées. Deux ans plus tard et après l'achèvement de l'usine de chlorure de potassium, le premier chargement de concentré de chlorure de potassium quitte l'usine de Sondershausen comme engrais agricole le 24 février.
Enfin, le 1er mars 1898, le syndicat Glückauf-Sondershausen devient officiellement membre à part entière du syndicat allemand de la potasse (Deutsches Kalisyndikat (de)) avec des quotas de production provisoires très bas, qui sont déjà en vigueur en 1896/1897.

### Développement et expansion jusqu'en 1926

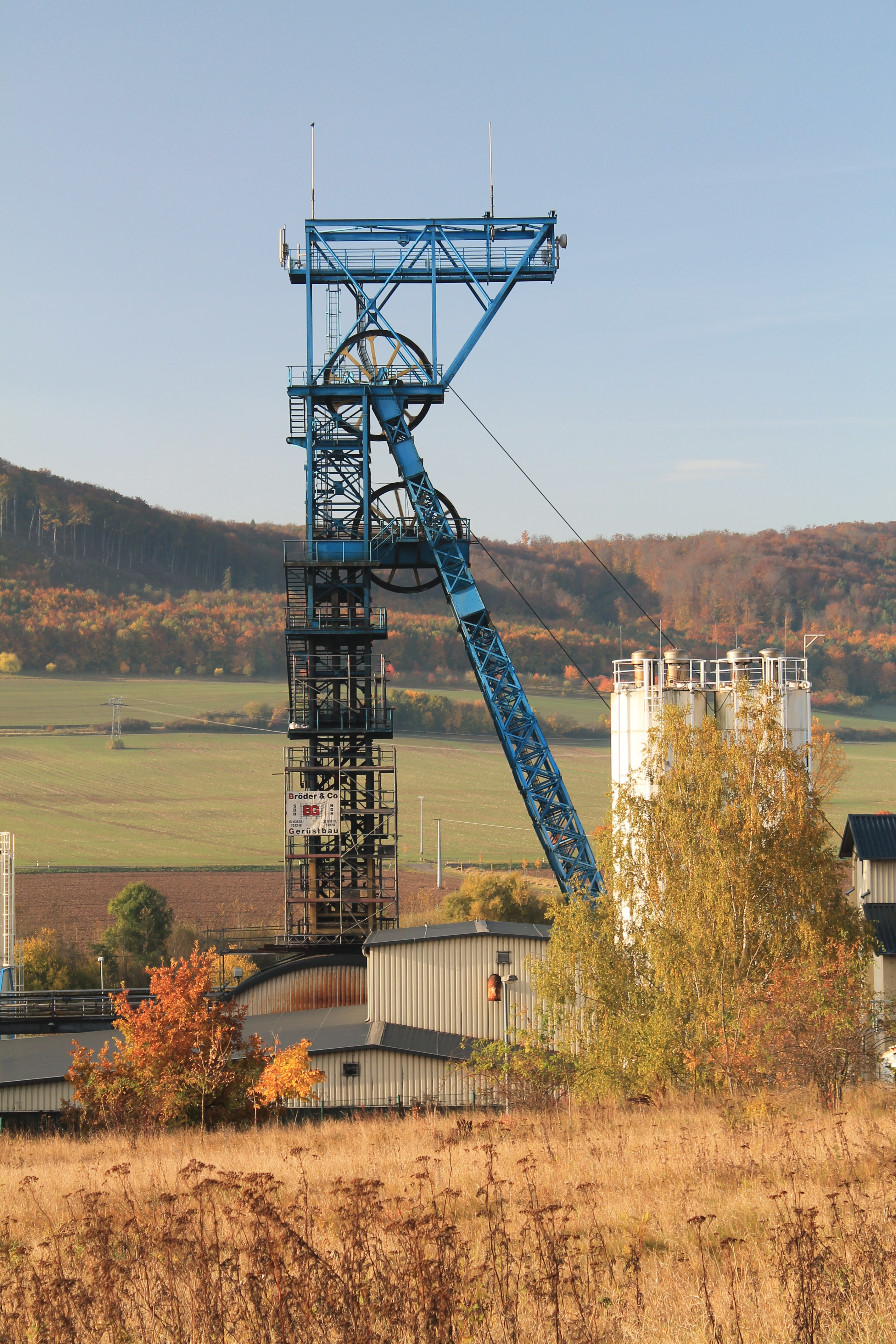
Puits V

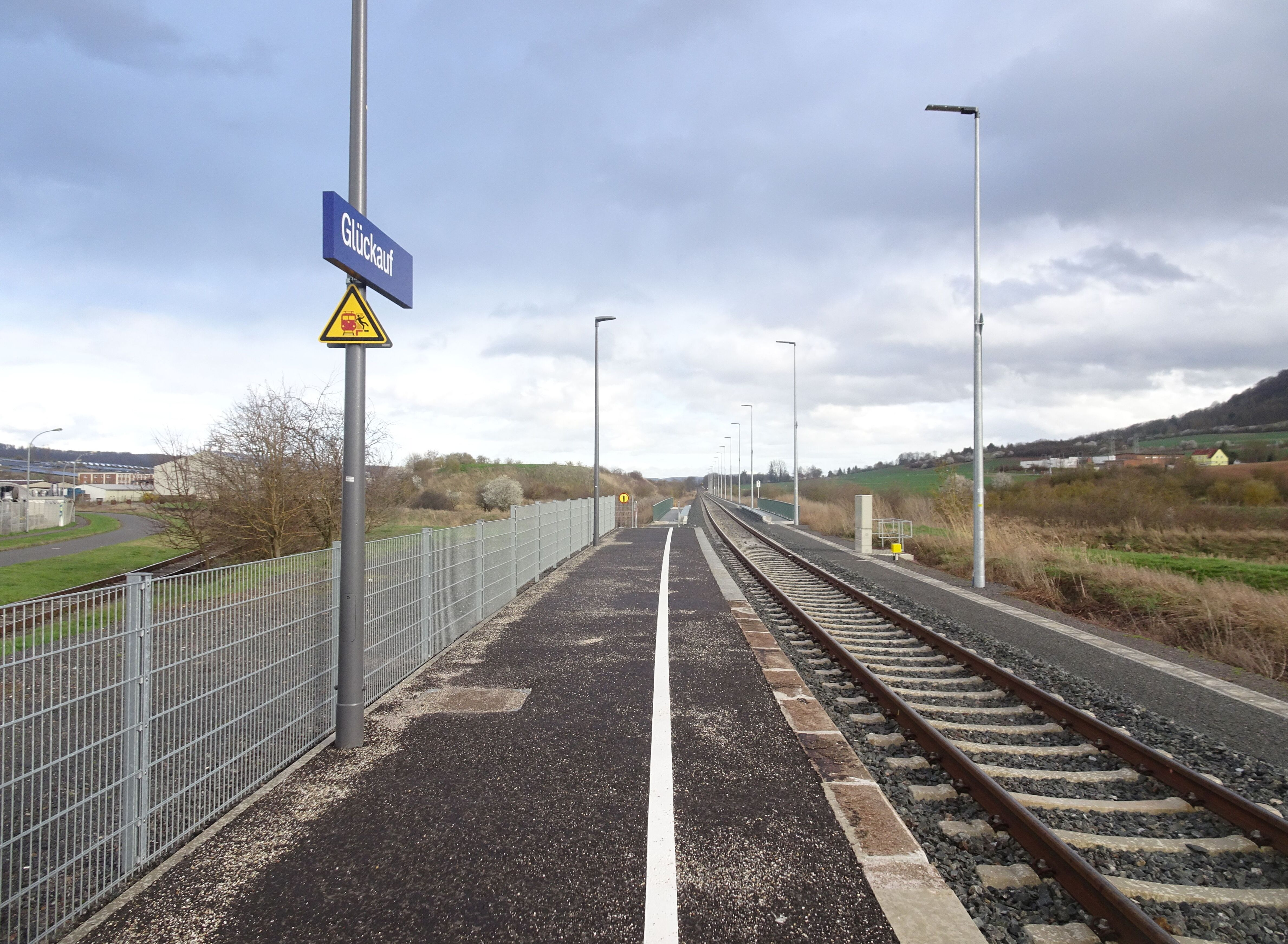
Halte ferroviaire de Sondershausen-Glückauf

Une deuxième période syndicale de 1899 à 1901avec un nouveau calcul et une nouvelle répartition des quotas a évidemment un effet positif sur la qualité à Sondershausen, mais pas sur la quantité. "Glückauf" ne reçoit que 55 % du quota moyen des usines du syndicat. La troisième période (1902-1904) porte le quota à environ 70 % après des protestations de plus en plus vives. Cependant, la production rapportée aux ventes n'augmente plus, car des sociétés privées de forage sont fondées en grand nombre, au tournant du siècle. En 1910, l'empereur Guillaume II promulgue le 1er Reichskaligesetz, qui réglemente les ventes et empêche la création de nouvelles usines. Ce règlement d'État a un effet positif sur l'usine de Sondershausen, en ce qui concerne l'attribution et la quantité des quotas.
Afin d'atteindre de nouveaux quotas de production et de vente pour l'usine, le ministre d'État de Schwarzburg-Sondershausen, Hermann Petersen, préconise la construction d'un deuxième puits. En octobre 1909, le puits II est creusé à une profondeur de 790 m près de la gare de Sondershausen et du village de Bebra. Le droit d’usage du syndicat nouvellement fondé comme filiale „Glückauf-Bebra“ constitue maintenant une partie du droit d’usage „Glückauf-Sondershausen“. Le puits II est ainsi l'un des quatre premiers puits jumeaux dans l'industrie de la potasse en Allemagne. Comme l'usine est construite à l'entrée de la résidence royale - la gare ferroviaire – les installations minières doivent être particulièrement esthétiques, par arrêté princier. Une composition spéciale d'architecture de maison traditionnelle et d'architecture industrielle est créée, combinant les principes de conception de l'Art Nouveau. En particulier, l'échafaudage de 44 m de haut du chevalement est considéré comme exceptionnel. À la demande du Prince, il s'inspire de la Tour Eiffel parisienne et il est aujourd'hui l'un des emblèmes de la ville de Sondershausen à l’instar du château Residenzschloss. En l'honneur du ministre d'État, le puits a reçoit le nom de Puits Petersen.
Dans les années qui ont suivi, on cherche à poursuivre l'expansion. Aucune autre société minière indépendante ne pouvant être créée en Principauté sur la base des contrats avec la société prussienne Schutzbohrgemeinschaft (communauté des forages de protection), une « lacune » dans le contrat a été exploitée : de nombreuses filiales sont créées pour lesquelles des quotas indépendants sont obtenus.
Le 5 avril 1909, les cinq syndicats suivants existent avec les parts correspondantes de la superficie totale avec les droits d'extraction de potasse :
1.Glückauf-Sondershausen (22,7 %) Sondershausen
2.Glückauf-Bebra (8,2 %) Bebra
3.Glückauf-Ost (14,4 %) Est
4.Glückauf-Ebeleben (20,2 %) Ebeleben
5.Glückauf-West (21,3 %) Ouest
Jusqu'en 1914, les puits III à VI sont creusés. On leur donne les noms des présidents de la commission minière. Le puits III (1911/1912) de Glückauf-Berka, profond de 655 m, fut baptisé Müserschacht. Le puits IV (1911-1913) de Glückauf-Ost, d'une profondeur de 746 m, a reçu le nom de Raudeschacht. Le puits Dr.-Esser (1912/13) et le puits von-Nesse (1912-1914) appartiennent au syndicat Glückauf-Ost en qualité de puits V, profond de 752 m et de puits VI, profond de 615 m.
Glückauf devient ainsi un groupe de potasse en 1914 et est classé dixième parmi les 29 sociétés qui produisent 82 % de la potasse allemande.
La Première Guerre mondiale entraîne d'importantes restrictions. Les exportations se tarissent, la production et les bénéfices diminuent et les dépenses augmentent. De nombreux travailleurs sont enrôlés dans l'armée, les prisonniers de guerre et les travailleurs forcés ne peuvent pas compenser la pénurie. Ce n'est que lorsque l'engrais potassique est utilisé plus tard pour combattre la famine que la demande et la production augmentent. Pendant les années de guerre, les puits I, III, V et VI sont fermés. Seuls le puits Brügmann et le Raudeschacht (puits Raude) restent en service, à intervalles irréguliers.
Déjà à partir de 1917/1918, il y a les signes d'un changement. Kuxe est racheté au syndicat Hohenzollernhall de Freden an der Leine et finalement intégrée au syndicat "Glückauf-Sondershausen" en mars 1918. Les syndicats Anna et Reichensland d'Alsace et de Lorraine sont rachetés pendant la guerre, mais perdus à nouveau en 1919 avec le traité de Versailles. On acquiert de grandes parts dans l'usine de potasse "Großherzog von Sachsen" AG à Dietlas avec trois puits et dans le syndicat Heiligenmühle avec deux puits près d'Oechsen.
Le 24 avril 1919, après la guerre, l'Assemblée nationale de Weimar adopte une nouvelle Reichskaligesetz (loi impériale de potasse) en tant que Gesetz über die Regelung der Kaliwirtschaft (Loi sur la réglementation de l'économie de la potasse) avec 107 paragraphes. Toute l'industrie allemande de la potasse doit s'unir au sein d’un syndicat obligatoire. Le syndicat de Glückauf-Sondershausen perd rapidement son indépendance économique. Début 1922, la reprise du groupe Glückauf par le groupe Wintershall est initiée par sa société de financement Kali-Industrie AG, qui devient rapidement le seul groupe allemand de potasse. Le 20 septembre 1926, l'assemblée des corps de métiers de Sondershausen se met d'accord sur la liquidation de leur entreprise. Après 34 ans d'existence, Glückauf fait donc partie du groupe Wintershall.